# Вербилово (Ельнинский район)
Вербилово — деревня в Смоленской области России, в Ельнинском районе. Население — 30 жителей (2007 год).  Расположена в юго-восточной части области в 24 км к юго-западу от города Ельня, в 11 км западнее автодороги Р137 Сафоново — Рославль. Входит в состав Малышевского сельского поселения.

## История
В годы Великой Отечественной войны деревня была местом ожесточённых боёв и дважды была оккупирована гитлеровскими войсками. 1-й раз в июле 1941 года (освобождена в ходе Ельнинской операции), 2-й раз в октябре 1941 года (освобождена в ходе Ельнинско-Дорогобужской операции в 1943 году).